# アンドリイェヴィツァ
アンドリイェヴィツァ（モンテネグロ語: Andrijevica / Андријевица、発音: [andrǐjɛv̞it͡sa]）とは、モンテネグロに位置する都市。

## 歴史
アンドリイェヴィツァは19世紀半ばに成立した比較的新しい都市であるが、それ以前にも人間が定住していた記録がある。1956年にツェティニェにある歴史遺産保存機関による調査により、隣接するベラネの谷から新石器時代の人間活動の痕跡が発見された。加えて、イリュリアの痕跡も発見されたことから、アンドリイェヴィツァは古くから多くの人々の居住地であったと考えられている。
中世になると現在のアンドリイェヴィツァの中心地から1kmの程の位置にグレース要塞が建設され、要塞はリム川畔の道路を防衛しており、要塞周辺には集落が複数存在していた。19世紀にこの地でオスマン帝国に対する抵抗運動が始まると、現在の中心部に教会を設立し、1858年にモンテネグロ公国への加盟を表明した。
公国への加盟により市内は発展を遂げた物の、第一次世界大戦が勃発すると発展は滞った。大戦が終結した後には再び発展し、1918年から1921年までは郡の中心地であった。
その後、第二次世界大戦が終結した後に、オプシュティナの一つとなったが、1960年に一旦廃止され、1991年に再びオプシュティナとなり、現在に至る。また、戦後の経済は順調であったが、ユーゴスラビア紛争により壊滅的な被害を受けて以来、産業は低調となり、人口も着実に流出しており、現在は滞っている。

## 人口
括弧内は都市中心部のみの人口。
アンドリイェヴィツァの人口
| 年度 | 人口          |
| ---- | ------------- |
| 1948 | 10,067        |
| 1953 | 10,327        |
| 1961 | 9,792         |
| 1971 | 8,966         |
| 1981 | 7,712 (941)   |
| 1991 | 6,696 (923)   |
| 2003 | 5,785 (1,073) |

| アンドリイェヴィツァ(2003年) | アンドリイェヴィツァ(2003年) | アンドリイェヴィツァ(2003年) | アンドリイェヴィツァ(2003年) | アンドリイェヴィツァ(2003年) |
| ---------------------------- | ---------------------------- | ---------------------------- | ---------------------------- | ---------------------------- |
|                              |                              |                              |                              |                              |
| セルビア人                   | セルビア人                   |                              | 69.61%                       | 69.61%                       |
| モンテネグロ人               | モンテネグロ人               |                              | 25.13%                       | 25.13%                       |
| その他                       | その他                       |                              | 5.25%                        | 5.25%                        |

## 旅行
アンドリイェヴィツァはリム川から40mの高さにある都市で、周辺の環境も良好である。そして、登山やサッカー、バスケットボール、釣り等を楽しむ事が出来る。また、登山では標高2461mのコモヴィ山が著名であり、市街から車で45分程の距離に存在する。

## 交通
アンドリイェヴィツァには二本の道路が通っており、ベラネとコラシンに繋がっており、それぞれのオプシュティナまで約30kmの距離である。その両都市にはそれぞれ、欧州自動車道路のE65号線とE80号線が通っている。
また、120km離れた地点にポドゴリツァ空港が存在している。